# 再一次，台灣見
《再一次，台灣見》（日語：台湾より愛をこめて)，由三原慧悟初次執導，大野拓朗、落合扶樹、岡本夏美、廣喬佳美、林思宇所領銜主演，預計於2018年3月16日正式於台灣正式上映。

## 故事劇情
五年前來到台灣的一對漫才組合，遇見台灣少女小林，三人許下了關於夢想的約定，五年後要在台灣再聚。但是回到日本的兩人漸漸遺失了夢想，堅持的、放棄的都開始沒有了方向。此時電視上又出現疑似是小林的女明星，讓他們想起了當初的五年之約。決心守約回到台灣的他們，能不能找到小林呢？又或是重新回到故地，會喚回這漫長時間以來沒有討論過的初心嗎